# Кочери
Кочери (пол. Koczery) — село в Польщі, у гміні Дорогичин Сім'ятицького повіту Підляського воєводства.
Населення — 42 особи (2011).
У 1975-1998 роках село належало до Білостоцького воєводства.

## Демографія
Демографічна структура станом на 31 березня 2011 року:
|          | Загалом | Допрацездатний вік | Працездатний вік | Постпрацездатний вік |
| -------- | ------- | ------------------ | ---------------- | -------------------- |
| Чоловіки | 20      | 4                  | 14               | 2                    |
| Жінки    | 22      | 0                  | 16               | 6                    |
| Разом    | 42      | 4                  | 30               | 8                    |